# Vol Delta Air Lines 1989
Le 11 septembre 2001, le vol Delta Air Lines 1989 effectue sa navette entre Boston (Massachusetts) et Los Angeles (Californie) aux États-Unis sur un Boeing 767-332ER. En raison d'une confusion avec le vol United Airlines 93, il fut suspecté d'avoir été détourné dans le cadre des attentats du 11 septembre. Intercepté par des chasseurs, il atterrit finalement à Cleveland sans incident.

## Vol
Le vol 1989 de la compagnie Delta Air Lines décolle de Boston, en direction de Los Angeles à 8 h 05. À 9 h 15, le pilote Paul Werner fut informé des attaques contre le World Trade Center à New York.

### Détournement présumé
Deux avions qui partirent de Boston le matin du 11 septembre 2001, le vol American Airlines 11 et le vol United Airlines 175, furent détournés dans le cadre des attentats du 11 septembre 2001. Après que ces deux avions ont percuté le World Trade Center, le Boston Center remarqua qu'ils étaient tous deux des Boeing-767 qui assuraient la liaison entre Boston et Los Angeles. Le vol 1989 avait le même profil.
Lorsque le vol 1989 cessa de répondre aux contrôleurs aériens de Boston, il fut considéré comme probablement détourné. Le Boston Center informa la Federal Aviation Administration de ses soupçons à 9 h 19. La FAA contacta alors le Herndon Command Center et lui demanda d'envoyer au vol 1989 un message afin de renforcer la sécurité dans le poste de pilotage. Herndon obéit promptement. Pendant ce temps, le Boston Center recherchait toujours le vol 1989. En fait, celui-ci se trouvait dans l'espace aérien de Cleveland et conversait avec le Cleveland Center. La FAA réalisa que le vol était dans l'espace aérien de Cleveland et demanda aux contrôleurs aériens de surveiller le vol 1989.
À 9 h 32, un contrôleur aérien de Cleveland crut entendre « Sortez d'ici ! » et « Nous avons une bombe à bord. » en provenance du vol 1989. Il contacta alors le vol : le pilote dénia toute intrusion dans le poste de pilotage et confirma que l'appareil était en sécurité. Il fut plus tard confirmé que cette transmission provenait du vol United Airlines 93 qui se trouvait sur la même route que le vol 1989, et qui s'écrasa une demi-heure plus tard en Pennsylvanie après que les passagers eurent tenté de reprendre aux terroristes le contrôle de l'appareil. Le NORAD fut averti à 9 h 41 de la situation du vol 1989 et prévint le NEADS de surveiller cet appareil. 
À 9 h 42, après le crash du vol American Airlines 77 sur le Pentagone, la FAA ordonna à tous les appareils en l'air d'atterrir sur l'aéroport le plus proche. Le NEADS envoya des appareils militaires afin d'intercepter le vol 1989, bien que ce dernier n'ait pas coupé son transpondeur.

### Atterrissage
Delta Air Lines ordonna à 9 h 42 au vol 1989 d'atterrir à l'aéroport de Cleveland. Le vol 1989 fit immédiatement demi-tour au-dessus de Toledo et atterrit à Cleveland sans encombre à 9 h 47. Le NEADS, la FAA, et le Cleveland Center surveillèrent attentivement l'appareil jusqu'à son atterrissage forcé.
Le Federal Bureau of Investigation (FBI) fit évacuer l'aéroport et cloua le vol 1989 au sol pendant deux heures jusqu'à ce qu'il fût confirmé qu'il n'y avait aucun risque. La Commission nationale sur les attaques terroristes contre les États-Unis notera dans son rapport :

« Ce matin-là, il y eut de nombreux rapports erronés à propos d'avions détournés. Le rapport de l'American 11 se dirigeant vers Washington DC [alors qu'il s'était déjà écrasé dans le World Trade Center] fut le premier ; la fausse alerte à bord du Delta 1989 fut le second, »

## Numéro de vol
Delta Air Lines utilise toujours le vol 1989 sur un vol intérieur entre l'aéroport international O'Hare de Chicago en Illinois, et l'aéroport international Hartsfield-Jackson d'Atlanta en Géorgie. Le vol est actuellement opéré par un McDonnell Douglas MD-80[Quand ?].

### Citations originales
1. ↑  « During the course of the morning, there were multiple erroneous reports of hijacked aircraft. The report of American 11 heading south [after American 11 had already crashed into WTC 1] was the first; Delta 1989 was the second. »